# Кессель (приток Дуная)
Кессель (нем. Kessel) — река в Германии, левый приток Дуная. Протекает по району Донау-Рис (округ Швабия, земля Бавария).
Кессель образуется около Форхайма. Впадает в Дунай в городе Донаувёрт.
Длина реки 40,85 км, площадь бассейна 174,61 км². Высота истока 560 м. Высота устья 398 м.